# Fenyő-hegyi Obszervatórium
A Fenyő-hegyi Obszervatórium az Oregoni Egyetem Fizikai Tanszékének csillagászati obszervatóriuma az Oregon állambeli Bend közelében, a Deschutes Nemzeti Erdőben, a Fenyő-hegy csúcsa mellett. A csillagvizsgáló alapításáról Russ Donnelly és E. G. Ebbinghausen oktatók döntöttek 1965-ben. Az első teleszkópot 1967-ben állították üzembe.
A csillagvizsgáló középiskolásoknak és alapképzésben részt vevő hallgatóknak is kínál képzéseket (korábban adatelemzői kurzus is indult, ahol a résztvevők publikálhatták eredményeiket). Az obszervatórium segítette az ég osztálytermi vizsgálatát lehetővé tevő szoftverek fejlesztését.
Korábban fehér törpékkel és galaxisszerkezetek vizsgálatával is foglalkoztak.

## Teleszkópok

### Planevawe 14″
Az obszervatórium legújabb teleszkópjának telepítése 2015-ben kezdődött és két nyáron át tartó munkálatokat követően 2018 őszén helyezték üzembe. A többi teleszkóptól eltérően emberi megfigyelésre nem használják; a kamerák által felfogott fényt számítógéppel dolgozzák fel. Beceneve Kenneth C. Robins alkotó után The Robbins. Az eszköz távolról is vezérelhető; a nyilvánosság általában nem, csak az egyetemi hallgatók használhatják. Ugyan az obszervatórium legkisebb teleszkópja, felszerelése a legfejlettebb. Leginkább aszteroidák, üstökösök és galaxiscsoportok megfigyelésere alkalmazzák.

### Fecker 15″
A Fecker hosszú története és fontossága miatt „a hegy családanyája” becenevet viseli. Az egyetem 1950-ben vásárolta, 1961-ig a campus tudományos épületének tetején működött, majd E. G. Ebenhausen a Sisters közelében található Cache-hegy csúcsára helyezte át; az obszervatórium az új helyszín beválása miatt jött létre. A Fecker kupolája 1968-ban támogatásból épült. Az 1990-es évekre állapota jelentősen leromlott; 2012-ben Alton Luken műveleti igazgató megtalálta egy polc alatt, és a következő három évben felújította. 2015 nyarától újra használják.

### Boller & Chivens 24″
A Boller & Chivens kupolája az erdőigazgatóság 1967 nyarán kiadott engedélye után épülhetett meg. A teleszkópot az év augusztusában építették be, és először 1967. szeptember 17-én, a megnyitó éjszakáján használták. Az 1970-es és 1980-as években úttörő szerepe volt az asztronómiában; 1970-ben vele figyeltek meg először magnetárt. Az obszervatórium egyik legfontosabb eszköze, a nyilvános bemutatókon is használják.

### Sigma 32″
A Sigma és kupolája az 1978-as bővítéskor épült, és éveken át az ország legnagyobb teleszkópja volt. Az 1990-es évek közepén több egyetem is használta galaxisok megfigyeléséhez. 2000-ben az elsődleges motorhajtás meghibásodott; mivel ilyen teleszkópból összesen öt darab készült, cserealkatrészek nem állnak rendelkezésre. A teleszkópot bent hagyták a kupolában, amit tanteremként és a Planewave vezérlőjeként használnak.

## Kutatás
A Robbins és a Boller & Chivens teleszkópokat is használják kutatásra.
Az Asteroid Light-Curve projekt keretében a hallgatók aszteroidák fénygörbéjét készítik el, melyekből háromdimenziós képeket hoznak létre.

## Projektek
- Pine Mountain Observatory Pipeline: a Robins teleszkóp adatait feldolgozó és képeit rendszerező Python-szkript
- Napteleszkóp: 2021-ben helyezték üzembe

## A nyilvánosság bevonása
Az emlékezet napjától szeptember utolsó hétvégéjéig a csillagvizsgáló hétvégente a nyilvánosság számára is látogatható.
A Kóbei Egyetemmel közös projektben az aszteroidák fénygörbéjéből 3D-s képeket készítenek. Időnként a Fizikahallgatók Társaságának tagjait is fogadják.
Nyaranta a cserkésztábor résztvevői is kipróbálhatják a teleszkópokat.

## Fordítás
- Ez a szócikk részben vagy egészben  a   Pine Mountain Observatory című angol Wikipédia-szócikk ezen változatának fordításán alapul.  Az eredeti cikk szerkesztőit annak laptörténete sorolja fel. Ez a jelzés csupán a megfogalmazás eredetét és a szerzői jogokat jelzi, nem szolgál a cikkben szereplő információk forrásmegjelöléseként.